# 王者馨
王者馨，山西省朔平府朔州人，清朝政治人物、同進士出身。
光緒六年（1880年），参加庚辰科殿試，登進士三甲第47名。同年五月，著分部學習。